# Lauren Roberts
Lauren Roberts é uma escritora de romances norte-americana. Sua série de livros de estreia Powerless alcançou o patamar de best-seller do The New York Times, chegando ao número 1 por várias semanas.

## Biografia
Lauren Roberts morou no Michigan durante toda a sua vida.

## Carreira
A comunidade do TikTok, conhecida como BookTok, ajudou a Lauren Roberts a alavancar sua carreira, ela que compartilhou pela primeira vez uma ideia de livro no TikTok aos 18 anos. Ela escreveu e publicou por conta própria o romance de fantasia Powerless em 2023, ele foi um sucesso no BookTok e depois foi lançado fisicamente por uma editora.
Sobre o BookTok ela declara:
| “ | Eu não estaria onde estou hoje se não fosse pelo BookTok. Isso causou um impacto enorme na minha carreira. Comecei a fazer vídeos quando tinha 16 anos. Quando eu tinha 18 anos, li um trecho de algo que estava escrevendo para uma aula da faculdade no TikTok LIVE e todos nos comentários disseram: “Você deveria escrever um livro. Você vai escrever um livro? E lembro-me de pensar: “Não, isso nunca vai acontecer”. | ” |

As maiores influências no gênero da fantasia para ela são, Victoria Aveyard e Suzanne Collins quando ela diz que o livro Powerless é uma mistura entre os livros A Rainha Vermelha e Jogos Vorazes, além de gostar também do livro Dance of Thieves, de Mary E. Pearson.

### SériePowerless
- 1. Powerless (2023)[5] em Portugal: (Singular, 2024)
- 1.5. Powerful (2024) em Portugal: (Singular, 2024)
- 2. Reckless (2024) em Portugal: (Singular, 2024)
- 3. Fearless (2025) em Portugal: (Singular, 2025)